# Uriah Tracy
Uriah Tracy, född 2 februari 1755, död 19 juli 1807, var en amerikansk politiker från Connecticut som tjänstgjorde både i USA:s representanthus och USA:s senat. 

## Tidigt liv
Tracy föddes i Franklin, Connecticut. I sin ungdom fick han utbildning i de fria konsterna. Hans namn finns med bland männen i ett militärt kompani från Roxbury, som svarade upp på revolutionärernas sida inför slaget vid Lexington i början av amerikanska revolutionen. Han tjänstgjorde senare i detta kompani från Roxbury som administratör.
Tracy tog senare examen 1778 från Yale University (där en av dem som studerade samtidigt med honom var Noah Webster). Han antogs till advokatsamfundet 1781 och praktiserade sedan som advokat i Litchfield i många år.

## Politisk karriär
Tracy var ledamot av Connecticuts parlament från 1788 till 1793. Han var sedan ledamot av USA:s representanthus från 1793 till 1796, vald för Federalistpartiet.
År 1796 valdes han till USA:s senat för att ersätta Jonathan Trumbull, som hade avgått för att bli viceguvernör i Connecticut. Tracy tjänstgjorde som senator till dess han avled i Washington, D.C., den 19 juli 1807. Han blev den förste som begravdes på Kongressens begravningsplats, Congressional Cemetery.
Han var en av flera politiker från New England som 1803 föreslog att New England skulle lämna USA på grund av växande inflytande från Jeffersons demokrater och Louisianaköpet, som de kände skulle minska de norra delstaternas inflytande ännu mer.
Hans porträtt, målat av Ralph Earl, finns i Litchfield Historical Societys samlingar i Litchfield, Connecticut.